# Thomas Jacomb Hutton
Thomas Jacomb Hutton (27 mars 1890 - 17 janvier 1981) est un officier de l'armée britannique qui a occupé divers postes d'état-major essentiels entre la Première Guerre mondiale et la Seconde Guerre mondiale, commandant finalement l'armée birmane pendant la premières étapes de la conquête japonaise de la Birmanie au début de 1942.
Hutton était marié à la psychiatre écossaise Isabel Emslie Hutton (1887-1960).